# Гініятуллін Габбас Гініятуллович
Габбас Гініятуллович Гініятуллін (1905 — 1968) — Герой Радянського Союзу (1943). Відзначився під час Битви за Дніпро у роки Другої світової війни.

## Біографія
Народився 15 травня 1905 року у селі кзил-ялан (Татарстан) у селянській родині. Татарин. Закінчив 4 класи. Працював у колгоспі.
У РСЧА перебував в 1927-29 роках і з 1941 коли був призваний у діючу армію.
В ніч на 22 вересня 1943 року командир відділення протитанкових рушниць 69-ї механізованої бригади (9-й механізований корпус, 3-я гвардійська танкова армія, Воронезький фронт) сержант Гініятуллін одним з перших переправився через Дніпро в районі села Зарубинці (Канівський район). Його підрозділ брав участь у бою за село Григорівка відбиваючи атаки противника знищив 2 танки і декілька гітлерівців.
У боях за Дніпро був сильно поранений. Після довгого лікування повернувся до рідного села.
Помер 13 квітня 1968 року.

## Звання та нагороди
17 листопада 1943 року Г. Гініятулліну присвоєно звання Героя Радянського Союзу.
Також нагороджений:
- орденом Леніна
- орденом Червоної Зірки
- медалями